# Zadnia Dziura
Zadnia Dziura (niem. Hintere Lochwiese, słow. Poľana zadná diera, węg. Hátsó-Lyuki-rét) –  polana w Dolinie Czarnej Rakuskiej w słowackich Tatrach Bielskich. Znajduje się przy nieznakowanej drodze według Władysława Cywińskiego o standardzie umożliwiającym jazdę terenowym samochodem ew. ciągnikiem rolniczym. Droga ta odchodzi od Zbójnickiego Chodnika na zachód dnem doliny. Polana Zadnia Dziura znajduje się na wysokości około 1040 m i ma wymiary około 150 m × 50 m. Stoi na niej paśnik dla zwierząt i ambona myśliwska. W paśniku wykładane są dla zwierząt buraki pastewne. W ramach dokarmiania (czy przywabiania?) – pyta W. Cywiński. Jest to obszar ochrony ścisłej Tatrzańskiego Parku Narodowego.
Około 250 m od Zadniej Dziury znajduje się wylot Doliny Huczawy.